# Idiodes soprinataria
Idiodes soprinataria là một loài bướm đêm trong họ Geometridae.